# Стеркс, Эрнест
Эрнест Стеркс (нидерл. Ernest Sterckx; 1 декабря 1922, Хёлтье — 3 февраля 1975, Лёвен) — бельгийский шоссейный велогонщик. За свою карьеру в 1943—1958 годах он выиграл большое количество однодневных гонок, в том числе рекордных 3 раза побеждал на Омлоп Хет Волк. 

## Главные победы
1944
1-й Тур Лимбурга
1945
1-й Омлоп ван де Кемпен
1946
1-й Гент — Вевельгем
2-й Схелдепрейс
1947
1-й Флеш Валонь
1-й Париж — Брюссель
1948
3-й Чемпионат Бельгии в групповой гонке
1949
1-й Нокере Курсе
1-й Тур Бельгии
3-й Схелдепрейс
1950
1-й Схал Селс
3-й Схелдепрейс
1951
1-й Схелдепрейс
1-й Гроте Схелдепрейс
1952
1-й Омлоп Хет Волк
3-й Схелдепрейс
1953
1-й Омлоп Хет Волк
1954
3-й Схелдепрейс
3-й Гент — Вевельгем
1955
1-й Тур Лимбурга
1956
1-й Омлоп Хет Волк